# Сен-Жюст-Люзак
Сен-Жюст-Люза́к (фр. Saint-Just-Luzac) — коммуна во Франции, находится в регионе Пуату — Шаранта. Департамент коммуны — Приморская Шаранта. Входит в состав кантона Марен. Округ коммуны — Рошфор.
Код INSEE коммуны — 17351.

## Население
Население коммуны на 2015 год составляло 1984 человек.
| 1962 | 1968 | 1975 | 1982 | 1990 | 1999 | 2006 | 2007 | 2008 | 2010 | 2013 | 2015 |
| ---- | ---- | ---- | ---- | ---- | ---- | ---- | ---- | ---- | ---- | ---- | ---- |
| 1136 | 1154 | 1186 | 1313 | 1432 | 1541 | 1738 | 1772 | 1805 | 1871 | 1943 | 1984 |